# مه
مه (/mɛ/) (بالإنجليزية: Meh)‏ هو إقحامٌ يستخدمُ للتعبيرِ عن اللامبالاة أو التضجر. غالبًا ما يُنظر إليه على أنه مكافئٌ لفظيّ لهز الكتف. يُظهر استخدام مصطلح «مه» أن المتحدث لا مبال أو غير مهتم بالسؤال أو الموضوع المطروح. يُستخدم أحيانًا كصفة، مما يعني أن شيئًا ما متواضعًا أو غير ملحوظ.

## استخدامات أخرى
يستخدم «مه» بشيوع كإجابة شاملة لأي سؤال. يمكن تبادله بشكل مقبول مع معظم الردود. 
«في أي وقت تريد الخروج الليلة؟» «مه.»
باعتباره أيضاً إجابة غير ملزمة، يمكن استخدام «مه» عند تجاهل سؤال أو للإشارة إلى شيء ليس لديهم رأي أو مشاعر بشأنه. في إبداء الرأي يعني أن رأي المتحدث هو رأي اللامبالاة. ومع ذلك، قد يستجيب البعض بـ "meh" ببساطة لتجنب تكوين رأي حول هذه المسألة على الإطلاق.
«هل تريد الذهاب معي إلى الحفلة؟» «مه.»
«ما رأيك في الكتاب الذي كان علينا قراءته؟» «مه.»

## روابط خارجية
- Caro، Mark (2 مارس 2009). "A surprising brouhaha over the use of 'meh'". شيكاغو تريبيون. مؤرشف من الأصل في 2017-10-18. اطلع عليه بتاريخ 2009-12-04.
- Staff Writer (17 نوفمبر 2008). "'Meh': Apathetic Expression Added to Dictionary". فوكس نيوز. مؤرشف من الأصل في 2012-04-26. اطلع عليه بتاريخ 2009-04-13.